# 谷口正朋
谷口正朋（日语：／ Taniguchi Masatomo，1946年2月6日—2021年5月3日），日本前男子篮球运动员，毕业于中央大学。他曾代表日本参加1972年夏季奥运会男子篮球比赛。他也参加了1970年亚洲运动会，获得一枚铜牌。